# Slagkryssare

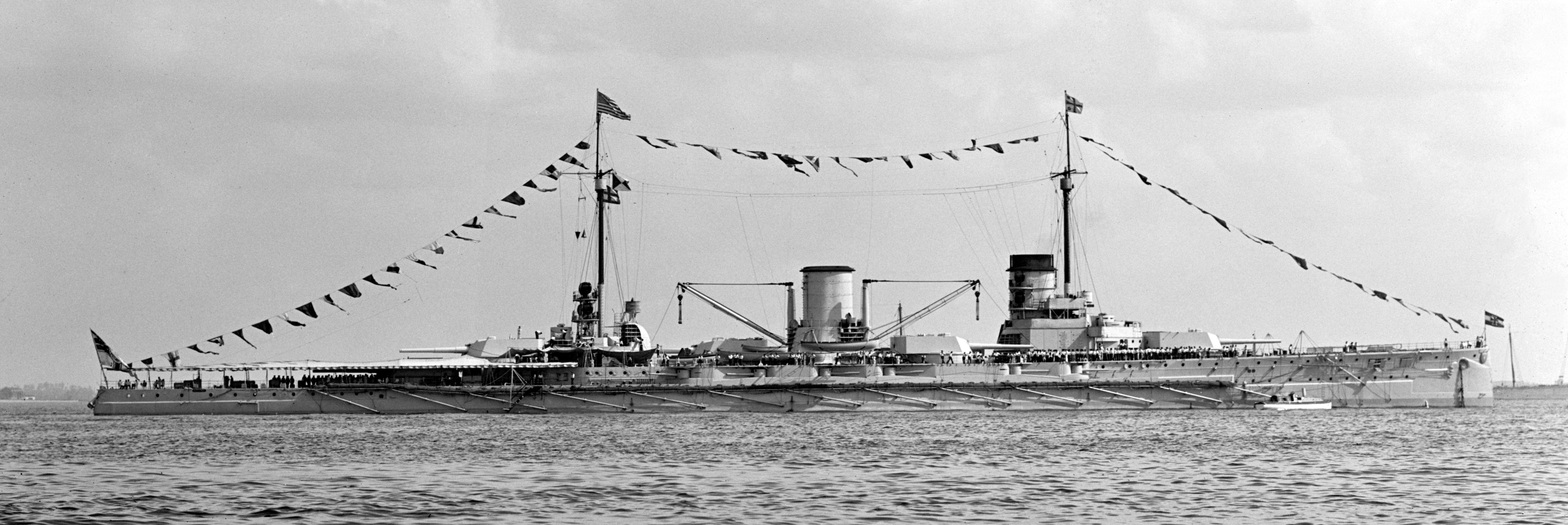
Den tyska slagkryssaren SMS Moltke, sjösatt 1910.

Slagkryssare var ett örlogsfartyg som utvecklades för att ersätta pansarkryssaren. Detta genom tillämpningen av samma principer och nya teknologier som låg bakom slagskeppet HMS Dreadnought och dess efterföljare, dvs att man införde ett enhetligt huvudbatteri med största praktiska kaliber, och förbättrade eldledningsmedel för att kunna beskjuta mindre fartyg på sådana avstånd att fiendens vapen beräknades ha jämförelsevis försumbar effekt. Bepansringen fick dock lägre vikt än framdrivningsmaskineriet, vilket beräknades ge slagkryssaren möjlighet att bestämma på vilket avstånd striden skulle äga rum, samt ge tillräckligt fart för att kunna undfly fiendens tyngre örloggsskepp.
Detta betydde i praktiken att de första exemplaren, av den s.k. Invincible-klassen, försågs med åtta eldrör i fyra dubbeltorn av samma kaliber (12 tum, eller 30,5 cm) som användes på samtida brittiska slagskepp, med ett sekundärbatteri av sexton fyratumskanoner (104mm) för självförsvar mot jagare, torpedbåtar, och mindre fiendefartyg. Som jämförelse kan nämnas de direkta föregångarna; pansarkryssarna av Minotaur-klassen, som bar ett delat huvudbatteri bestående av fyra 9,2-tumskanoner (234mm) i två dubbeltorn, och tio 7,5-tumskanoner (191mm) i enkeltorn. Beteckningen "Slagkryssare" (eng:battlecruiser) uppkom då man avsåg att skilja de nya skeppen ifrån de äldre pansarkryssarna..
Införandet av det grovkalibriga enhetsbatteriet gav slagkryssaren två huvudsakliga fördelar gentemot dess föregångare:
- Större skottvidd tack vare den grövre kalibern, oftast men inte alltid densamma som i slagskeppens huvudbatteri.
- Större eldkraft vid skjutning på långt håll i.o.m. att en i övrigt likvärdig pansarkryssare, fast den teoretiskt sett kanske var bättre beväpnad, endast skulle kunna ge svar med de allra tyngsta vapnen i dess blandade batteri så länge slagkryssaren inte kom för nära, samtidigt som slagkryssaren själv kunde nyttja alla sina tunga vapen.

Slagkryssare var populära från omkring 1915, men skeppens tunga beväpning, samt att de kallades för slagkryssare, ledde dock till att de i de brittiska och tyska flottorna ofta behandlades som linjeskepp (från tyska ordet linienschiff), dvs slagskepp, och ingick i slaglinjerna vid Skagerrakslaget, varvid ett flertal brittiska slagkryssare exploderade, vilket till viss eller stor del förklarats av att britterna lämnade en del brandsäkra luckor öppna då de försökte langa ammunition, i synnerhet drivladdningar, ifrån skeppens magasin till deras huvudbatteri med oansvarigt högt tempo för att höja eldhastigheten.
Höjdpunkten nåddes runt första världskrigets slut, då britterna 1918 sjösatte HMS Hood, den första och enda färdigställda av Amiral-klassens fyra skepp. Med ett deplacement på hela 45'000 ton var Hood tyngre än alla samtida slagskepp, men samtidigt var hon en helomvändning vad gällde slagkryssarkonceptet; med pansar likvärdigt slagskeppen av Queen Elizabeth-klassen var hon ett förlängt slagskepp med kraftigare framdrivningsmaskineri snarare än en regelrätt slagkryssare. Hon var inte ensam om sin kombination av eldkraft, pansar, och fart, men som det första tjänstgörande exemplet av ett "snabbt slagskepp" (eng: fast battleship) kom hon att följas av ett flertal andra konstruktioner ifrån både storbritannien och andra länder, vars toppfarter vida översteg de hos slagskeppen ifrån första världskriget, däribland  fyra skepp av Littorio-klass, två skepp vardera av Scharnhorst och Bismarck-klasserna, två skepp av Richelieu-klassen. Det förekom även att ett flertal av första världskrigets tidigare slagkryssare, så som Japans Kongo-klass, byggdes om till slagskepp genom en reducering av antalet ångpannor (ersatta med mer kraftfulla och effektiva modeller) samt utbyggningar av skrovet för att förbättra dess strömlinjeformning för att bibehålla toppfarten (eller till och med höja den) trots förbättringar av pansarskyddet. Vid denna tid hade slagkryssaren av diverse internationella överenskommelser kommit att tillsammans med slagskeppen klassificeras som ett s.k. capital ship, en klassificering som inbegrep fartyg med ett standarddeplacement över 10'000 ton och huvudbatteri med kaliber överstigande 20,3 cm.
Slagkryssaren hamnade återigen i allmän onåd efter att Hood på något sätt sänktes under strid 1941, och de sista slagkryssarna var den amerikanska Alaska-klassen, som byggdes i två exemplar 1944. Dock har beteckningen slagkryssare återfått en del av sin allmänna popularitet sedan sovjetunionen på 1980-talet började sjösätta fyra tunga atomdrivna robotkryssare (TARKR) av klassen Projekt 1144 Orlan.